# 东方专制主义
東方專制主義（英語：oriental despotism），也稱為亞洲專制主義，東亞專制主義，由德裔美籍漢學家魏復古在1957年提出的學說。認為亞洲因為水利工程的需要，形成中央集權政府，因此發展出專制主義與極權主義，這種專制主義以中國為典型代表。這個學說修正了正統馬克思主義的歷史發展模式，引用亞細亞生產方式，提出水力帝国假說，說明東亞與歐洲歷史發展的不同之處。

## 概論
魏復古於1957年發表的漢學鉅作《東方專制主義—對於集權力量的比較研究》（Oriental Despotism: A Comparative Study of Total Power）。此书被Clyde Kluckhohn认为是“所有研究人类社会的严肃学者的一本必读书籍”，甚至将这本书与马克思的《资本论》和韦伯的《经济与社会》相提并论。日本有关中国水利史的研究，最早就是圍繞魏復古的東方專制主義論展開的。
魏復古於1920年代和1930年代初期，曾與正統的馬克思主義者辯論，後者遵循斯大林的格言，即所有社會都經歷了歷史增長的相同階段，因此亞洲必須遵循這一階段。當他從納粹德國監獄獲釋時，他於1933年與妻子來到美國，並多次前往中國進行研究。在1920年代末和1930年代初，莫斯科的正統理論家拒絕了魏復古的觀點，因為它們不同於斯大林的觀點，而中國馬克思主義者也拒絕了它們。一篇1936年的論文《灌溉在中國歷史上的作用》提到，帝國的成功取決於對灌溉的控制，灌溉增加了農業產量，以及漕運量，從而使政府獲得了軍事和財政控制。1930年代，魏復古還與歐文·拉鐵摩爾建立了學術關係。拉鐵摩爾與魏復古一樣，對生態結構和物質條件感興趣。
《東方專制主義》認為東西方社會是兩個完全不同的社會形態，東方社會的形成和發展與治水密不可分。大規模的水利工程的建設和管理必須建立一個遍及全國的組織。 “因此，控制這一組織的人總是巧妙的準備形式最高統治權力”，君主專制便由此形成。而中國正是這一特徵的集中反映。
英國漢學家李约瑟在1959年批評魏復古的這本著作“失實”、“偏見”，“不幸的是，我們現在手頭所有的是一本後人只能與冷戰時期具體情況相聯繫才能理解的政治讀物，而不是一種成熟的、經過深思熟慮的學術著作。
该书在1989年出版中译本之后，當時的中國學術界對此感到失望，“对于这样明显有反动政治意图的书，如果任其流行，不加批判，那显然是不对的”。“魏復古……对中国问题是花了功夫的。它的整体倾向和基本结论都是错误和反动的，但也不排斥个别的地方有合理的成分或值得引起注意之点。”为此，1990年和1994年还举行了两次专题讨论会，从理论上和学术上对这本著作进行批判。并且在1997年出版了《评魏特夫的〈东方专制主义〉》一书。

## 参看
- 专制主义
- 水力帝国
- 亚细亚生产方式
- 郡县制